# Energy TV
 (août 2025).
Motif : manque de sources secondaires centrées
- Archive Wikiwix
- Bing
- Cairn
- DuckDuckGo
- E. Universalis
- Gallica
- Google
- G. Books
- G. News
- G. Scholar
- Persée
- Qwant
- (zh) Baidu
- (ru) Yandex
- (wd) trouver des œuvres sur Wikidata

| 1. | Préciser le motif de la pose du bandeau. | Précisez le motif de la pose du bandeau en utilisant la syntaxe suivante : {{admissibilité à vérifier\|date=août 2025\|motif=remplacez ce texte par le motif}}                 |
| 2. | Informer les utilisateurs concernés.     | Pensez à avertir le créateur de l'article, par exemple, en insérant le code ci-dessous sur sa page de discussion : {{subst:avertissement admissibilité à vérifier\|Energy TV}} |

Energy TV / NRJ TV est une chaîne de télévision musicale suisse en langue allemande.

## Histoire de la chaîne
En novembre 2012, il apparaît que groupe Ringier désire lancer Energy 5, et le 3 décembre 2012, le groupe annonce son intention de créer une chaîne musicale, Energy TV, en partenariat avec le Groupe NRJ à la suite du succès des trois radios musicales Energy.
Alors que le Groupe NRJ, présent en Suisse romande, détient NRJ Léman, un partenariat avec Ringier existe déjà pour les trois radios musicales, Energy Bern, Energy Basel, Energy Zürich en Suisse alémanique. Le capital de la chaîne est composé de 65 % des actions détenues par Ringier via sa filiale suisse Energy Schweiz AG et 35 % des actions restantes détenues par le Groupe NRJ basé à Paris.

## Insolite
Deux youtubeurs nommés LCCRAFT et Antoine.Créations (ex- Les P'tits Créateurs, dont à qui celui appartient la chaîne), avaient créé leur propre version de NRJ TV, et ce avec le même logo. 
La chaîne fictive a dû être arrêtée fin 2021 à la suite d'une mise en demeure du groupe NRJ. 

## Diffusion
La chaîne est diffusée exclusivement par Swisscom TV et IPTV pour une marge de diffusion sur plus de 750 000 foyers alors qu'une diffusion via UPC Cablecom n'est pas prévue.

## Identité visuelle

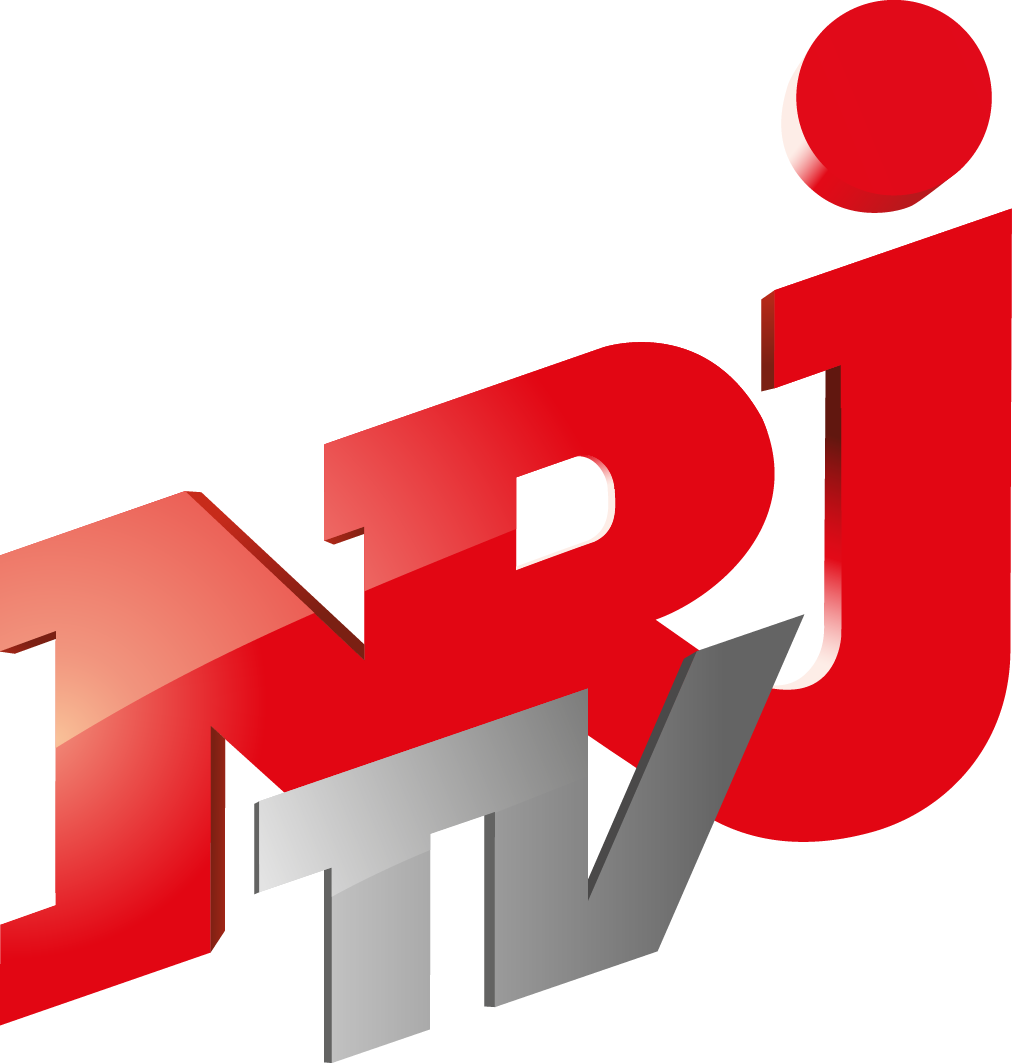
Logo de Energy TV de 2013 à 2015. (Logo également utilisé pour la version fictive d'Antoine.Créations, en 2021)
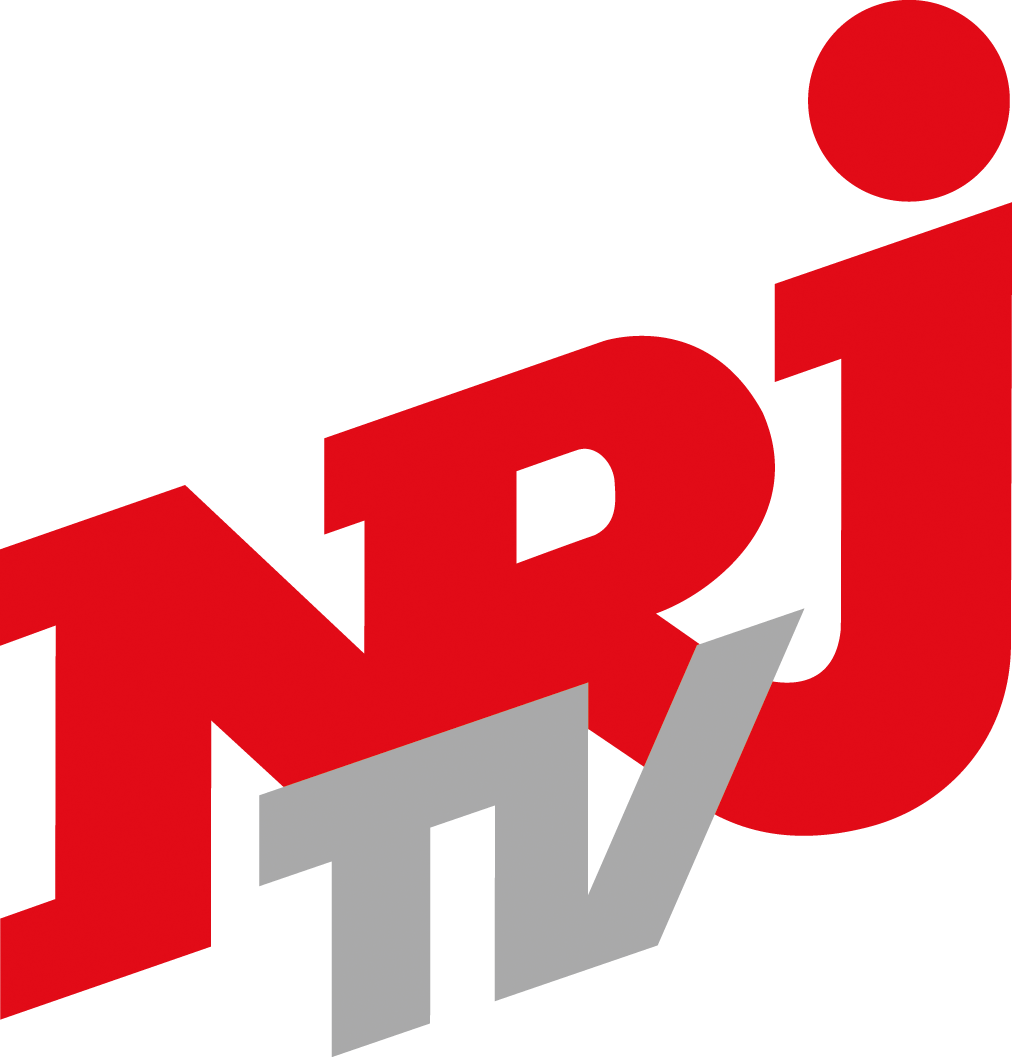
Logo de Energy TV depuis 2015.